# Clinolabus paramariboensis
Clinolabus paramariboensis es una especie de coleóptero de la familia Attelabidae.

## Distribución geográfica
Habita en Surinam.